# Хайдаров Ашур
Ашур Хайдаров (22 листопада 1917, тепер село Асакинського району Андижанської області, Узбекистан — 16 лютого 1991, місто Андижан, тепер Узбекистан) — радянський узбецький діяч, секретар ЦК КП Узбекистану, 1-й секретар Андижанського обласного комітету КП Узбекистану. Депутат Верховної ради Узбецької РСР. Депутат Верховної Ради СРСР 5-го і 7-го скликань.

## Життєпис
Народився в селянській родині. З 1929 року працював учнем, техніком, старшим агротехніком Ферганської дослідної бавовно-люцернової станції Всесоюзного науково-дослідного інституту бавовни.
У 1941 році закінчив Узбецький сільськогосподарський інститут імені Куйбишева в місті Самарканді.
Після закінчення інституту працював помічником начальника політичного відділу машинно-тракторної станції в Узбецькій РСР.
У 1941—1946 роках — на комсомольській роботі: обирався 1-м секретарем Андижанського обласного комітету ЛКСМ Узбекистану.
Член ВКП(б) з 1942 року.
У 1946—1947 роках — слухач Партійної школи при ЦК КП(б) Узбекистану.
У 1947—1953 роках — 1-й секретар Мархаматського районного комітету КП(б) Узбекистану; завідувач відділу Андижанського обласного комітету КП(б) Узбекистану; секретар Андижанського обласного комітету КП(б) Узбекистану.
У 1953—1954 роках — начальник Андижанського обласного управління сільського господарства і заготівель.
У 1954—1956 роках — 1-й секретар Анжижанського районного комітету КП(б) Узбекистану.
У травні 1956 — серпні 1962 року — голова виконавчого комітету Андижанської обласної ради депутатів трудящих.
2 серпня — 20 грудня 1962 року — секретар ЦК КП Узбекистану з питань сільського господарства.
У грудні 1962 — грудні 1964 року — 1-й секретар Андижанського сільського обласного комітету КП Узбекистану.
У грудні 1964 — лютому 1968 року — 1-й секретар Андижанського обласного комітету КП Узбекистану.
З 1968 року — на господарській роботі.
З 1988 року — персональний пенсіонер республіканського значення. Працював завідувачем підсобного господарства Андижанського бавовноочисного заводу № 3.
Помер 16 лютого 1991 року.

## Нагороди
- два ордени Леніна
- орден Трудового Червоного Прапора
- орден «Знак Пошани»
- медалі